# SunRise (ville intelligente)
SunRise est un projet « démonstrateur » et pluridisciplinaire initié en 2010, par le Laboratoire de génie civil et géoenvironnement (LGCgE) de L'Université Lille I. 
Ce projet a comme premier objectif de réaliser une expérimentation à grande échelle (échelle d'une petite ville) du concept de la ville intelligente connectée et durable. C'est ici le campus de la Cité scientifique qui est utilisé comme « laboratoire grandeur nature ».Le projet a de nombreux partenaires publics et socio-économiques(opérateurs de réseaux, collectivités , Starts-up...) avec l’ambition de réaliser un démonstrateur de visibilité internationale de la ville intelligente: Un lieu pour expérimenter, développer et montrer des innovations technologiques et sociétales sur un territoire équivalent à une petite ville. 
- Il porte sur l’ensemble des réseaux urbains (eau potable, assainissement, électricité, chauffage urbain, voirie, ...) et sur l’interaction entre ces réseaux et les services associés.
- Il traite des bâtiments et de l’interaction entre les bâtiments et les réseaux urbains
- Il s’appuie sur un fort partenariat public - privé avec notamment des opérateurs majeurs d’eau, d’énergie et de gestion de logement.
- Il s’appuie sur un fort partenariat à l’international (États-Unis, Europe, Bassin méditerranéen,..)
- Il s’appuie sur un socle académique  à la fois en recherche pluridisciplinaire et en formation, avec notamment des programmes de Master, Mastère et de thèses de doctorat.

Le projet SunRise consiste en la construction à l’échelle d’une petite ville d’un démonstrateur de la ville intelligente et durable. Ce projet l présente de nombreuses originalités, qui le rendent quasi unique dans le monde.

## Enjeux
Dans la perspective d'un développement se voulant plus soutenable, l'un des enjeux de la ville intelligente est de contribuer, au-delà des limites géographiques des écoquartiers et au-delà du simple développement de l'« informatique municipale » à la transition énergétique,, ainsi qu'à une meilleure gestion des ressources pas, peu, difficilement, couteusement ou lentement renouvelables ; en allégeant notamment l'empreinte écologique, carbone et énergétique des villes. Les démonstrateurs et opérations pilotes sont actuellement situés dans des pays riches, mais ces enjeux concernent toutes les villes de la planète.
La population, tout comme la consommation d’énergie, ne cessent de croitre dans les villes (les villes représentent 70 % de la consommation mondiale d’énergie et sont responsables de 80 % des émissions de gaz à effet de serre) occasionnant de nouveaux enjeux en matière de gestion des réseaux (eau, électricité, gaz, transports, etc.) et d’impact environnemental (pollution, catastrophes naturelles, etc.).
Partant de ces constats, le concept de ville intelligente (ou « smart city ») veut répondre à ces nouveaux défis en améliorant les modèles de gestion des villes. Comment ? En s’appuyant sur la révolution numérique (internet, réseaux sociaux, objets connectés, smart phone, capteurs intelligents, etc.) pour tendre vers une gestion durable, éco et socio responsable de la Ville.

## Historique

### Origine du projet
À l’origine, ce démonstrateur était un projet de recherche académique. L’Université de Lille I (USTL)  et le Conseil régional Nord-Pas-de-Calais ont souhaité axer les travaux de recherche sur la gestion des infrastructures et, non plus seulement, sur leur construction. L’intérêt de ce projet était de travailler sur le déploiement des technologies de Smart grids sur les réseaux d’eau, mais aussi sur les interactions entre les différents réseaux de la ville (électricité, gaz, eau, chaleur, éclairage public, etc.) et sur les interactions entre les réseaux et les usagers.
En l’absence de retour d’expérience concret sur le sujet, le projet de recherche académique s’est peu à peu transformé en démonstrateur à grande échelle.

### Premiers pas
Le choix du campus de Lille 1 comme site expérimental s’est fait tout naturellement, avec 25 000 usagers, 140 bâtiments et 70 kilomètres de réseaux, la cité scientifique a en effet tout d’une petite ville et présente l’avantage de regrouper les centaines de chercheurs, doctorants et étudiants travaillant sur ce projet.4
Le projet SunRise vise donc à améliorer la gestion des infrastructures du campus en y déployant des technologies numériques, particulièrement sur les différents réseaux (eau potable, assainissement, chauffage urbain, gaz, voirie, éclairage public…). L’amélioration de la gestion du réseau d’eau (gestion du patrimoine, détection des fuites et de la contamination, sensibilisation des usagers sur les usages de l’eau potable et de l’eau chaud, etc.) a par exemple constitué l’un des premiers axes de recherche et d’intervention du projet à travers la mise en place d’environ 70 points de mesure sur les 16 km de réseau5. Autre illustration, le développement d’un prototype innovant qui permet de collecter des données multiples au sein d’un logement (température, humidité, luminosité, qualité de l’air, bruit, consommation énergétique, présence, fermeture des portes, etc.). Testé dans 10 logements sociaux, ce système permet à leurs habitants de suivre ces différentes données via un petit ordinateur et ainsi de mieux gérer leur consommation tout en contrôlant leurs charges.

## Présentation du territoire de projet

Plan de la Cité scientifique, campus de l'Université Lille I, qui est le terrain d'expérimentation du projet SunRise

Le campus de l’université dispose d’un réseau d’eau potable de 16 kilomètres. Il n’est pas très grand, mais il est relativement complexe à gérer parce qu’à l’origine le réseau a été de construit de façon maillée. Aujourd’hui, la localisation de l’ensemble des canalisations, de leurs équipements constitue une tâche laborieuse. L’objectif premier du projet est donc de réaliser une cartographie de ce réseau pour mieux comprendre et gérer le patrimoine.

## Partenaires
1/Opérateurs: Eaux du Nord/Suez , Eaux de Paris,Dalkia, ERDF, Eiffage energie, Lille Métropole Habitat7
2/Collectivités: AMGVF, LMCU, Région, ArtoisComm
3/Laboratoires de recherche: Ingénierie, STIC, Sciences sociales
4/Centres d'innovation: Pole Ubiquitaire, CITC-EURARFID8, PRN
5/Starts-up: Stereograph, Noolittic9, Inodesign10, Calmwater, Planete oui, IXsane11
6/Formation: Master(...), Mastère Créacity12, écoles d'ingénieurs...
Projets CPER (Sunrise) 2015-2020: INRIA, IFSTTAR, CAUE, Artois, Mines de Douai, Centrale de Lille, HEI-ISA-ISEN
7/International: W-smart4Europe13, NewYork University, Pays-Bas (VITENS)14, Grande-Bretagne (THAMES), Espagne (ACCIONA)

## Expérimentation, contenu...
Les autres objectifs du projet étaient  :
1. l'amélioration de la gestion du réseau d'eau (gestion du patrimoine, détection des fuites, détection de la contamination, sensibilisation des usagers sur les usages de l'eau potable et de l'eau chaude) ;
2. le développement des connaissances académiques : recherche et innovation, plate-forme pédagogique (formation initiale et continue), attractivité.

Le projet Sunrise a aussi fait partie d'un projet européen plus large sur l'évolution des réseaux d'eau : le projet SmartWater4Europe. Ce projet regroupait trois autres démonstrateurs en Espagne, aux Pays-Bas et en Grande-Bretagne. Il permettra le partage d'expertise entre les différents partenaires au niveau européen. Grâce à ce projet européen, le projet Sunrise mobilise 3 millions d'euros de financements.

### Réseau d'eau potable
Le projet sur l'eau a comporté :
- la mise en place d'un laboratoire commun « Réseaux d'eau intelligents » par la signature d'une convention de longue durée avec le CEA-LIST (institut de recherche sur les systèmes numériques intelligents), W-Smart et KWR (institut de recherche néerlandais sur le cycle de l'eau)
- la création d'une chaire industrielle avec Eaux du Nord ;
- le lancement depuis un an de deux projets : le projet INCOM dédié aux fuites et le projet BioSmart sur la biocontamination, tous deux réalisés avec Eaux du Nord, CEA List, Eau de Paris, W-Smart et Vitens (opérateur de réseau d'eau néerlandais).

## Perspectives et prospectives
Les défis de ce type d'approche portent notamment sur une amélioration de l'interopérabilité des systèmes et sur leur capacité à gérer en temps réel et de manière optimale des énergies renouvelables distribuées.C’est ainsi qu’est né le projet Sunrise, plateforme unique en Europe, testée sur le campus de l’université, avec ses 25 000 usagers, ses 150 bâtiments et ses 100 kilomètres de réseaux d’eau. En cinq ans, il y'a eu la collecte de beaucoup d’informations, déployés des capteurs et compteurs intelligents sur les réseaux. En cas de fuite ou d’anomalie, on peut être immédiatement prévenu et les techniciens peuvent intervenir sans perte de temps . L’expérience ne se limite pas à l’eau, mais concerne également le chauffage des bâtiments du campus. «  Un réseau intelligent permet de ne consommer que ce dont on a besoin. Inutile par exemple de chauffer un amphi toute la journée  ». À la clef, 20 à 30 % d’économie sur la consommation finale.
Unique en son genre, par sa capacité à travailler en même temps sur plusieurs réseaux, tout en impliquant de nombreuses activités de recherche, Sunrise a été identifié comme démonstrateur européen.